# Sobótka (powiat skarżyski)
Sobótka – wieś w Polsce położona w województwie świętokrzyskim, w powiecie skarżyskim, w gminie Bliżyn.
W latach 1975–1998 miejscowość należała administracyjnie do województwa kieleckiego.
Wierni kościoła rzymskokatolickiego należą do parafii Parafia św. Rocha w Mroczkowie.